# Carlo van Bourbon-Sicilië

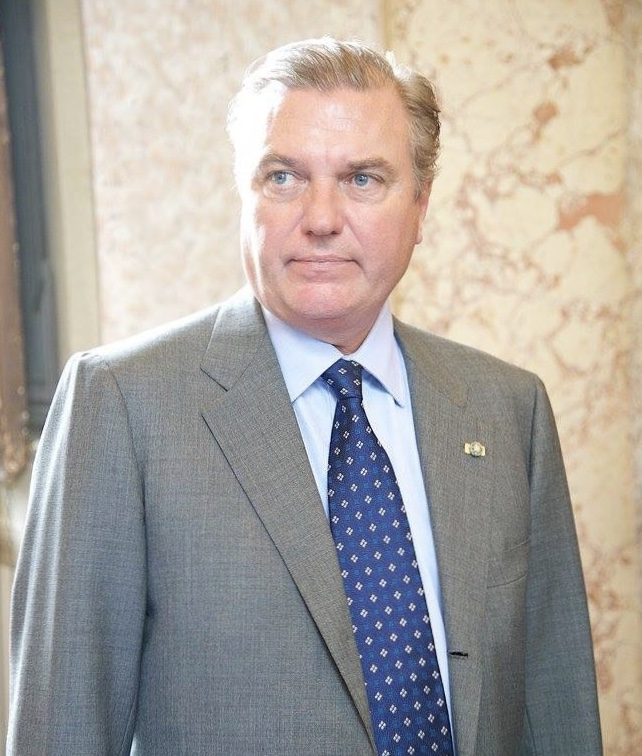
Carlo Maria Bernardo Gennaro van Bourbon-Sicilië

Carlo Maria Bernardo Gennaro van Bourbon-Sicilië, hertog van Castro, (Saint-Raphaël, 23 februari 1963) is een prins der Beide Siciliën en een van de twee leden van dit huis, die claimt ervan het hoofd te zijn.
Carlo is het derde kind en de enige zoon van prins Ferdinando van Bourbon-Sicilië en Chantal de Chevron-Villette. Vanaf het overlijden van zijn grootvader, prins Reinier van Bourbon-Sicilië, in 1973 was Carlo hertog van Calabrië. Sinds het overlijden van zijn vader in 2008 draagt Carlo's oudste dochter Maria Carolina deze titel. De titel Hertog van Calabrië wordt betwist door een andere tak van de familie Bourbon-Sicilië. Na zijn studie werkte hij onder andere in New York als PR-man. In 2008 volgde hij zijn vader op als hoofd van het Huis Bourbon-Sicilië, een seniorschap dat al enkele generaties wordt bevochten door twee takken van de familie. De andere die aanspraak maakt op deze titel is Pedro, hertog van Calabrië (zoon van Carlos van Bourbon), wiens claim feitelijk alleen gesteund wordt door de Spaanse koning Juan Carlos. Beiden claimen ook het grootmeesterschap van de Napolitaanse obediëntie van de Heilige Militaire Constantijnse Orde van Sint-Joris en van de Orde van Frans I. De ridderorde wordt door beiden verleend.
Hij trouwde op 31 oktober 1998 in Monaco met Camilla Crociani, dochter van een vermogend Romeins industrieel. Het paar kreeg twee dochters:
- Maria Carolina (2003), hertogin van Calabrië
- Maria Chiara (2005)